# Đức Tín
Đức Tín là một xã thuộc huyện Đức Linh, tỉnh Bình Thuận, Việt Nam.

## Địa lý
Xã Đức Tín có vị trí địa lý:
- Phía đông giáp thị trấn Đức Tài
- Phía tây và phía bắc giáp tỉnh Đồng Nai
- Phía nam giáp xã Đức Hạnh.

Xã Đức Tín có diện tích 29,50 km², dân số năm 2010 là 9.414 người, mật độ dân số đạt 331 người/km².

## Hành chính
Xã Đức Tín được chia thành 6 thôn: 5, 6, 7, 8, 9, 10.

## Lịch sử
Ngày 18 tháng 11 năm 2003, Chính phủ ban hành Nghị định 139/2003/NĐ-CP về việc thành lập xã Đức Tín trên cơ sở 2.950 ha diện tích tự nhiên và 9.763 nhân khẩu của xã Đức Hạnh.